# Mathieua galanthoides
Mathieua es un género monotípico  de plantas herbáceas, perennes y bulbosas perteneciente a la familia Amaryllidaceae. Incluye una sola especie oriunda del Perú:  Mathieua galanthoides Klotzsch.

## Taxonomía
Mathieua galanthoides fue descrita por el botánico y pteridólogo inglés, Richard Anthony Salisbury y publicado en Allgemeine Gartenzeitung 21: 337. 1853.
Sinonimia
- Eucharis galanthoides (Klotzsch) Planch. & Linden (1862).
- Urceolina galanthoides (Klotzsch) Traub (1971).[3]